# Маніпурі (танець)

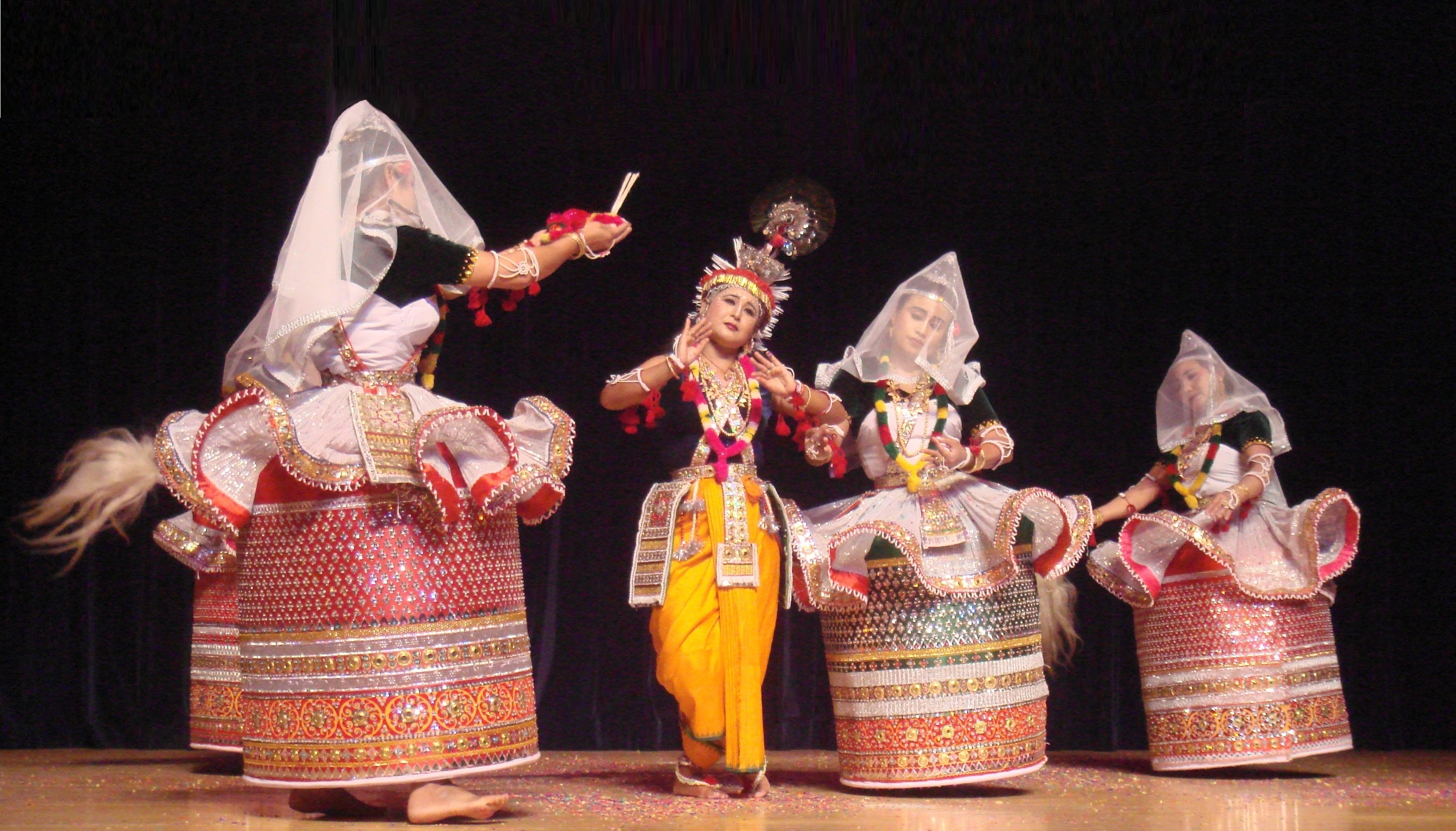
Танцівники маніпурі у традиційних костюмах

Маніпурі — одна з форм класичного індійського танцю, що виникла в князівстві Маніпур на початку XV століття. Танець маніпурі вивчають в Індії як в школах танцювального мистецтва, так і в загальноосвітніх навчальних закладах. Маніпурі — танець на честь Крішни і його коханої Радхи. Його основним мотивом є раса-ліла — танець Крішни зі своїми коханими пастушками гопі. Традиційно маніпурі виконують в повний місяць в березні і грудні. Маніпурі відрізняється природністю і жвавістю, властивим народним індійським танцям.

## Легенда
За легендою, одного разу Шива і богиня Парваті вирушили на землю. Прогулюючись різними місцевостями, вони раптом побачили танцюючих Крішну і Радху. Вражена до глибини душі їх рухами, Парваті побажала так само танцювати з Шивою. Він створив для них місце на землі, і вони насолоджувалися там танцем днями і ночами без перерви. Дотримуючись їхнього прикладу, люди з тієї пори стали створювати ритуальні танці.

## Техніка
Техніка танців маніпурі характеризується м'якістю і витонченістю рухів, а особливою властивістю маніпурі є рухи, які мають вигляд нескінченних, текучих і спіралеподібних.
Репертуар маніпурі концентрується на групових постановках, які відносно рідкісні в інших індійських класичних формах танцю. Крім того, танцюристи маніпурі не носять дзвіночки на ногах, які утворюють важливий елемент майже всіх інших форм танцю в Індії.
У техніці маніпурі немає різких прогинів тіла, які характерні для індійських танців. Танцюристи рухаються у зміїній ході з відповідними рухами тіла, рук і ніг. Жіночий стиль в основному складається із закритих низьких позицій, в яких ноги ніколи не піднімаються вище рівня коліна, в той час як чоловічий стиль руху спрямований більше вгору і в ньому зустрічаються навіть енергійні, акробатичні стрибки.